# Chrysoela chrysosplenium
Chrysoela chrysosplenium is een zeeanemonensoort. De anemoon komt uit het geslacht Chrysoela. Chrysoela chrysosplenium werd in 1847 voor het eerst wetenschappelijk beschreven door Cocks in Johnston. 